# WWF European Rampage Tour
WWF European Rampage Tour — відеогра на основі Всесвітньої федерації реслінгу (WWF), розроблена Arc Developments у 1992 році для Amiga, Atari ST, Commodore 64 та MS-DOS. На фоні успіху попередньої гри WWF для домашніх комп'ютерів WWF WrestleMania, наступник був націлений переважно на європейські ринки. Це була остання гра WWF, випущена виключно для домашніх комп'ютерів до виходу WWF With Authority! у 2001 році.

## Ігровий процес
Один або два гравці формують команду, вибираючи з Галка Гогана, «Мачо» Ренді Севіджа, Останнього воїна та Брета Гарта, а потім спочатку повинні по три рази перемогти угруповування реслерів The Nasty Boys, The Natural Disasters та Money Inc. (спочатку на британській арені в Лондоні, Англія, потім на німецькій національній арені у Мюнхені, Німеччина і нарешті, у палаці спорту «Берсі», Франція). Останній матч — це чемпіонський поєдинок з Легіоном долі у Нью-Йорку в Медісон-сквер-гарден.
Кожен борець володіє кількома основними бойовими атаками, такими як удари руками й ногами, дропкіки, мотузки для білизни, прес-слеми та бейкбрейки. На відміну від своєї попередниці WWF Wrestlemania, немає обмежень за часом для матчів.
У грі також є режим тренування для двох гравців із чотирма борцями, на вибір, але 2 гравцеві автоматично призначається команда Nasty Boys (назви якої неправильно поміняні у цій грі).

### Версія Commodore 64
Версія Commodore 64 грає, така сама як і її аналоги, за винятком того, що вона містить лише окремі матчі. Чотири реслери на вибір з інших версій також присутні в цій версії. Гравець повинен перемогти Typhoon з The Natural Disasters, Irwin R. Schyster з Money Inc. та Jerry Sags з The Nasty Boys на різних майданчиках, перш ніж кинути виклик Animal з The Legion of Doom на чемпіонство. Також передбачений режим тренування для двох гравців.